# 75 років Київському академічному театру оперети (срібна монета)
«75 ро́ків Ки́ївському академі́чному теа́тру опере́ти» — срібна ювілейна монета номіналом 10 гривень, випущена Національним банком України. Присвячена 75-річчю з дня заснування Київського академічного театру оперети. На його сцені з успіхом ідуть класична оперета, сучасні й клясичні мюзикли, сміливо втілюються різноманітні творчі експерименти. Стіни театру оперети зберігають спогади про визначних особистостей, які творили та плекали українське театральне мистецтво.
Монету введено до обігу 30 листопада 2009 року. Вона належить до серії «Інші монети».

## Опис та характеристики монети
| Номінал грн. | Метал            | Маса, грам   | Діаметр, мм. | Якість виготовлення | Гурт                           | Тираж, штук |
| ------------ | ---------------- | ------------ | ------------ | ------------------- | ------------------------------ | ----------- |
| 10           | срібло 925 проби | 31,1 / 33,62 | 38,6         | пруф                | гладкий із заглибленим написом | 5 000       |

### Аверс
На аверсі монети розміщено: малий Державний Герб України (угорі), напис півколом «НАЦІОНАЛЬНИЙ БАНК УКРАЇНИ», унизу номінал та рік карбування монети — «10»/«ГРИВЕНЬ»/«2009», та в центрі — танцювальну сцену на дзеркальному тлі зі стилізованим зображенням вогників.

### Реверс

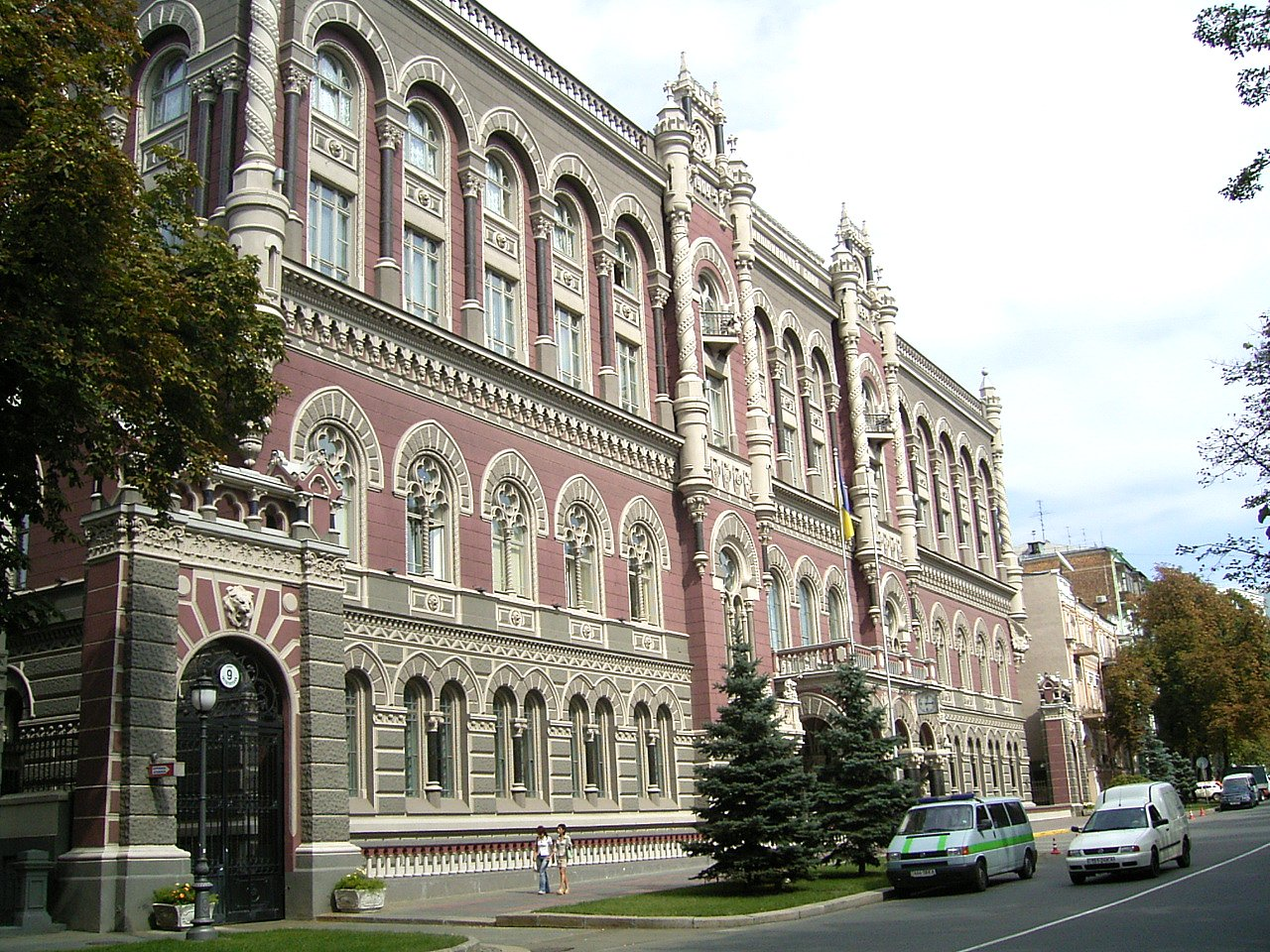
Будівля Національного банку України

На реверсі монети зображено фасад будівлі театру, над яким силуети театральних героїв, що запозичені зі старих афіш, і розміщено написи: «КИЇВСЬКИЙ АКАДЕМІЧНИЙ ТЕАТР ОПЕРЕТИ» (угорі півколом) та «75»/«РОКІВ» (унизу).

## Автори
- Художники: Володимир Таран, Олександр Харук, Сергій Харук.
- Скульптори: Володимир Атаманчук, Святослав Іваненко.

## Вартість монети
Ціна монети — 978 гривень, була вказана на сайті Національного банку України 2018 року.
Фактична приблизна вартість монети з роками змінювалася так:
| Рік        | 2010 | 2011 | 2012 | 2013 | 2014 | 2015 | 2016 | 2017 | 2018 | 2019 | 2020 | 2021  | 2022  | 2023  | 2024  | 2025  |
| ---------- | ---- | ---- | ---- | ---- | ---- | ---- | ---- | ---- | ---- | ---- | ---- | ----- | ----- | ----- | ----- | ----- |
| Ціна, грн. | 370  | 450  | 550  | 500  | 430  | 550  | 700  | 770  | 750  | 700  | 700  | 1 000 | 1 050 | 1 600 | 2 000 | 2 300 |